# Blind (Hercules and Love Affair)
Blind è il secondo singolo di Hercules and Love Affair pubblicato nel 2008 dall'etichetta discografica DFA Records, estratto dall'album Hercules and Love Affair.

## Descrizione
Il singolo arriva alla prima posizione della classifica di trasmissione radiofonica in Italia il 26 aprile 2008. Viene inserito nella compilation del Festivalbar 2008.
È stato considerato da Pitchfork il miglior brano del 2008.

## Video musicale
Il video del brano è stato girato nel febbraio 2008 dal regista Saam Farahmand, che aveva in precedenza lavorato con Janet Jackson. Il video comincia con una giovane (interpretata da Jamie Winston) che si risveglia in una landa oscura, e non meglio identificabile, nei pressi di un colonnato, in cui si trovano diversi individui, dall'abbigliamento vagamente riconducibile alla mitologia greca. La giovane, un po' inquieta, passa in mezzo alle colonne, che scompaiono alle sue spalle, e dopo essere finita in una fitta coltre di nebbia si ritrova nuovamente nel colonnato, al cospetto di un misterioso individuo dal volto diviso a metà da una linea nera.

## Tracce
1. Blind (Radio Edit) – 3:47
2. Shadows – 4:19
3. Blind (Frankie Knuckles Vocal) – 7:54
4. Blind (Hercules Club Mix) – 6:58
5. Blind (Video)

## Classifiche
| Classifica(2008)               | Posizione massima |
| ------------------------------ | ----------------- |
| Belgio                         | 23                |
| UK                             | 40                |
| Italia - Singoli più venduti   | 12                |
| Italia - Radio Deejay 50 Songs | 1                 |